# 卡索莱布鲁齐奥
卡索莱布鲁齐奥（義大利語：Casole Bruzio），是意大利卡拉布里亚大区科森扎省卡萨利-德尔曼科市镇内的城镇。总面积3平方公里，人口2610人，人口密度870.0人/平方公里（2009年）。
2017年之前它曾是一个单独的市镇。经过公投后与其他四个市镇合并为新的卡萨利-德尔曼科市镇，并成为其下属的一个分区。